# Elezioni parlamentari in Ungheria del 1980
Le elezioni parlamentari della Repubblica Popolare d'Ungheria del 1980 si sono tenute l'8 giugno.
Il Partito Socialista Operaio Ungherese era l'unico partito presente ed ha ottenuto 252 posti su 352; gli altri 100 seggi sono andati a candidati indipendenti scelti dal partito.

## Risultati
| Partito                              | Voti      | %    | Seggi |
| ------------------------------------ | --------- | ---- | ----- |
| Partito Socialista Operaio Ungherese | 7.462.593 | 99,3 | 252   |
| Indipendenti                         | 7.462.593 | 99,3 | 100   |
| Contrari                             | 54.070    | 0,7  | 0     |
| Nulle                                | 60.738    | –    | –     |
| Totale                               | 7.577.401 | 100  | 352   |
| Fonte: Nohlen & Stöver               |           |      |       |